# ربوده شدن چهار ایرانی در لبنان
چهار ایرانی در لبنان در ۱۴ تیر ۱۳۶۱ هنگامی که راهی سفارت ایران در بیروت بودند، در پست بازرسی برباره توسط گروه شبه‌نظامی مسیحی لبنانی، فالانژها، ربوده شدند.
برخی مقامات جمهوری اسلامی و سید حسن نصرالله ادعا کرده‌اند که این افراد در اسرائیل در اسارت هستند. در مقابل سمیر جعجع رهبر پیشین فالانژهای لبنان ادعا کرده است که این افراد پس از دستگیری (بدون آنکه تحویل اسرائیل شوند) توسط نیروهای او کشته شده‌اند.

## چهار ایرانی ناپدیدشده
| نام             | سمت                                     | تصویر |
| --------------- | --------------------------------------- | ----- |
| احمد متوسلیان   | سپاهی وابسته نظامی سفارت ایران در بیروت |       |
| سید محسن موسوی  | کاردار سفارت ایران در بیروت             |       |
| کاظم اخوان      | عکاس و خبرنگار خبرگزاری ایرنا           |       |
| تقی رستگار مقدم | کارمند سفارت                            |       |

## سرنوشت گروگان‌ها
حسین دهقان (وزیر دفاع ایران) سوم خرداد ۱۳۹۵ خبر داد احمد متوسلیان و دیپلمات‌های ربوده‌شدهٔ ایرانی زنده‌اند و در اسارت اسرائیل هستند. یک زندانی یونانی آزاد شده از زندان‌های اسرائیل با مراجعه به سفارت ایران در یونان ادعا کرد که هر چهار ایرانی را در زندان‌های اسرائیل دیده است.
رونن برگمن در کتاب «برخیز و بی‌درنگ او را بکش» (بهمن ۱۳۹۶) به نقل از رابرت حاتم (مسئول کشتار فالانژیست‌ها) می‌گوید فالانژها با اجازهٔ اسرائیلی‌ها چهار ایرانی را به قتل رساندند.

## پیش‌زمینه
با هجوم ارتش اسرائیل به لبنان، شورای عالی دفاع در ایران که بیشتر اعضای آن را انقلابیون جوان تشکیل می‌داد، به‌صورت مخفیانه اقدام به اعزام نیرو به سوریه می‌کند تا راه‌های کمک به نیروهای لبنانی، علیه حمله اسرائیل را بررسی نماید. به گفته برخی مقامات اسبق سپاه پاسداران، حتی سید روح‌الله خمینی هم از این تصمیم بی‌خبر بود. این شورا زبده‌ترین نیروهای سپاه پاسداران را برای این مأموریت انتخاب می‌کند. متوسلیان به‌واسطه کارنامه‌ای که در جنگ با احزاب کردستان و حزب بعث عراق داشت به‌صورت ویژه برای این مأموریت انتخاب می‌گردد.
متوسلیان که از آرایش بازیگران جنگ داخلی لبنان اطلاعات چندانی نداشت، بلافاصله پس از ورود به سوریه جلسات مکرری با برخی گروه‌های نیابتی در جنگ داخلی لبنان ترتیب می‌دهد. اما تقریباً هیچ‌یک از گروه‌ها و دولت‌های تأثیرگذار در لبنان تمایلی به ورود ایران به این منازعات نداشتند. تا جایی که گفته می‌شود احمد متوسلیان با رفعت اسد در یکی از همین جلسات درگیری فیزیکی پیدا می‌کند.
به روایت جمهوری اسلامی ایران، این ربایش برنامه‌ریزی‌شده و هدف آن شخص احمد متوسلیان بوده است. ادعا می‌شود در این ربایش، علاوه بر دخالت اسرائیل، سرویس اطلاعاتی حزب بعث سوریه نقش داشته است.